# John Deckers
John Deckers (Susteren, 1953) is een Nederlandse beeldhouwer. 

## Leven en werk
Deckers studeerde van 1988 tot 1994 aan de Academie voor Schone Kunsten in Hasselt (België) en van 1992 tot 1995 aan de Academie voor Plastische Kunsten in Genk (eveneens België). 
Deckers ontwikkelde in de loop der jaren een eigen beeldtaal. Het resultaat is een compositie van balans en verhoudingen. Zijn beelden en sculpturen maakt hij voornamelijk in de materialen brons, koper, roestvast staal en cortenstaal. Vele werken van hem zijn aangekocht door particulieren, stichtingen, bedrijven en gemeenten.
De kunstenaar is werkzaam in de gemeente Gangelt, dat in Duitsland vlak over de grens bij Sittard ligt.

## Exposities
Zijn werk werd onder andere geëxposeerd in galeries in Nederland, België, Frankrijk, Canada, alsmede op de Kunstrai in Amsterdam, Lineart in Gent en in het National Museum of Modern Art in Boekarest.